# Lennart Atterwall
Lennart Atterwall (né le 26 mars 1911 à Perstorp, mort le 23 avril 2001 à Sjöbo) est un athlète suédois, spécialiste du lancer du javelot.

## Biographie
Il participe aux Jeux olympiques de 1936, à Berlin, et termine au pied du podium avec un lancer à 69,20 m. 
En 1946, Lennart Atterwall remporte la médaille d'or des Championnats d'Europe d'Oslo où il devance avec la marque de 68,74 m les Finlandais Yrjö Nikkanen et Tapio Rautavaara.

### Palmarès
| Date | Compétition           | Lieu   | Résultat | Marque  |
| ---- | --------------------- | ------ | -------- | ------- |
| 1936 | Jeux olympiques       | Berlin | 4e       | 69,20 m |
| 1938 | Championnats d'Europe | Paris  | 6e       | 68,58 m |
| 1946 | Championnats d'Europe | Oslo   | 1er      | 68,74 m |

### Records
| Épreuve           | Performance | Lieu | Date |
| ----------------- | ----------- | ---- | ---- |
| Lancer du javelot | 75,10 m     |      | 1937 |